# 曼谷體育館
曼谷體育館，舊名曼谷室內足球體育館，是一座位於泰國曼谷的室內體育館。可容納12000人，原本預計於2012年完工，用來舉辦2012年世界盃五人制足球賽，結果未能及時完工。最終體育館於2015年啟用，趕在2015年AFF五人制足球錦標賽之前。用途包括演唱會、籃球、五人制足球和排球。